# Jelena Rowe
Jelena Rowe (* 1. August 1999) ist eine US-amerikanische Leichtathletik, die sich auf den Hochsprung spezialisiert hat.

## Sportliche Laufbahn
Erste Erfahrungen bei internationalen Meisterschaften sammelte Jelena Rowe im Jahr 2017, als sie bei den U20-Panamerikameisterschaften in Trujillo mit übersprungenen 1,82 m die Silbermedaille gewann. 2021 steigerte sie sich auf 1,96 m und erfüllte damit die Qualifikationsnorm für die Olympischen Sommerspiele in Tokio, verzichtete aber auf eine Teilnahme an den Spielen.

## Persönliche Bestleistungen
- Hochsprung: 1,96 m, 22. Mai 2021 in Tucson
  - Hochsprung (Halle): 1,95 m, 12. Februar 2022 in Louisville